# Grevesmühlska skolan
Grevesmühlska skolan, senare Grevesmühlska samskolan, var en svensk skola på Norrmalm och i Vasastan i Stockholm aktiv 1812-1942. Ursprungligen en flickskola blev den snart en skola för barn av båda könen, och slutligen en samrealskola.
Skolan grundades som privat skola på en donation från grosshandlaren Carl Adolph Grevesmühl år 1812. Det var en välgörenhetsinrättning och beskrivs som "en fri lär- och arbetsinrättning inom Jakobs och Johannes församling". Det var en del av en trend: flera fattigfriskolor av samma slag grundades i Sverige vid samma tid, bland dem Brandtska flickskolan i Stockholm 1807-13. Grevesmühl beskrivs som påverkad av upplysningen och intresserade sig för att göra utbildning tillgänglig för kvinnor.
Ämnena var "läsning, skrivning, räkning samt de nödigast handslöjder". Även en belöningskassa och en beklädnadskassa inrättades. Undervisningen sköttes av en "läromästarinna". Vid grundandet var skolan en flickskola och tillhörde då de första skolor för flickor i Sverige som inte var flickpensioner. Grevesmühl själv intresserade sig mycket för skolan, och besökte den ofta och införde olika slags belöningar som uppmuntran.
Senare accepterades också pojkar som elever, och skolan blev då känd som Grevesmühlska samskolan. Skolan omvandlades till högre folkskola 1894 samt blev treårig realskola 1904 och fyraårig realskola 1910. Skolan kommunaliserades 1940 och avvecklades 1940-42, varigenom den införlivades med Stockholms stads handelsrealskola.